# エアウォン・マーケット
エアウォン・マーケット（英語：Erewhon Market）は、アメリカ合衆国カリフォルニア州ロサンゼルスに本社を置く高級スーパーマーケットチェーンである。全8店舗は全てロサンゼルス郡に位置する。地元産のオーガニック食品を中心に、生食、ヴィーガン、ケトン食、カシェルなどの食品を提供している。また、エアウォンでしか販売されていない商品も多くあることで知られる。

## 歴史
エアウォン・マーケットは、1966年にミチオ・クシとアヴェリン・クシによってボストンで設立された。エアウォンという名前は、サミュエル・バトラーによる1872年の風刺小説「エレホン（Erewhon）」に由来する。小説の中で、「Erewhon」（「nowhere」のアナグラム）は、個人が自分の健康に責任を持つユートピアである。店舗数が少ないため、ホールフーズ・マーケットの初期と比較されることがある。
エアウォン・オーガニックは、もともと1店舗だけの健康食品メーカーであった。2011年にトニー・アントッチが同社を買収し、当初はディーン・アンド・デルーカのフランチャイジーになることを検討していたが、現在は最高経営責任者を務めている。数年にわたる業績の向上を受け、ニューヨークのプライベート・エクイティ企業であるストライプス・グループは、2019年にエアウォンの少数株主となった。
2021年4月、エアウォンは8店舗目となるビバリーヒルズ1号店をウィリアムズ・ソノマの跡地に展開する計画を発表した。ビバリーヒルズ店は2022年8月に開店した。

## 店舗
- カラバサス（英語版）店[13]
- フェアファックス（英語版）店[13]
- パシフィック・パリセーズ（英語版）店[13]
- シルバー・レイク（英語版）店[13]
- ヴェニス（英語版）店[13][14]
- スタジオ・シティ（英語版）店[13]
- カルバー・シティ店（2022年に開店予定）[15]
- パサデナ店（2023年に開店予定）[16]

## 文化において
エアウォンは、Netflixオリジナルシリーズ「YOU ー君がすべてー」の中で「アナヴリン」としてほのめかされており、主人公のジョー・ゴールドバーグはこの店で働いている。
「サウスパーク」第25期第4話で、定番ジョークの一環としてエアウォンが取り上げられている。
「ハイスクール・ミュージカル:ザ・ミュージカル」第3期第4話で、ゲスト出演のコービン・ブルーがエアウォンについて言及している。